# Giovanni Antonio Scopoli
Giovanni Antonio Scopoli (Cavalese, 3 giugno 1723 – Pavia, 8 maggio 1788) è stato un naturalista e medico italiano.
Fu uno dei più importanti naturalisti del XVIII secolo ed è ricordato anche per essere stato il primo in Italia a far stampare a colori.

## Biografia

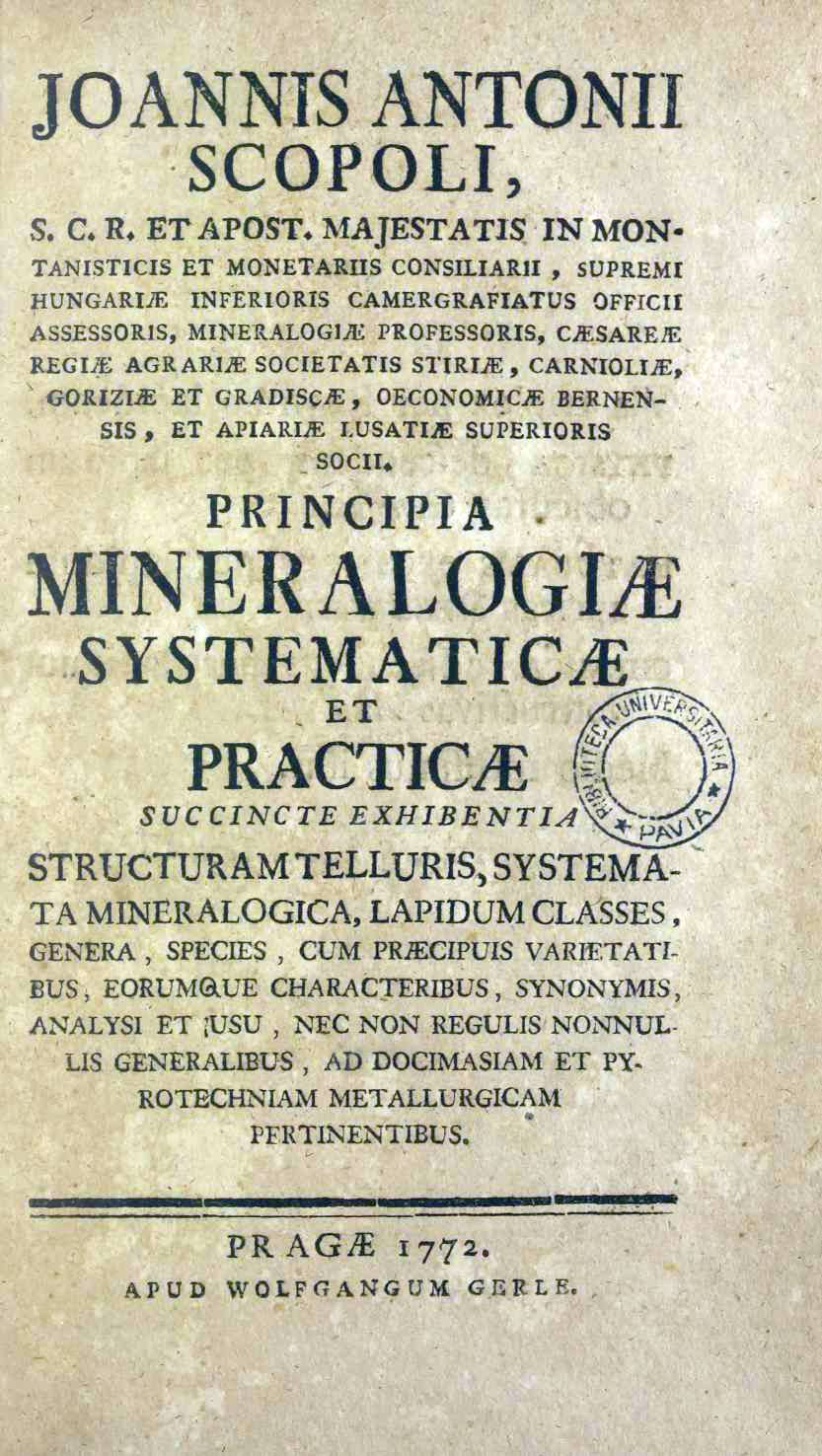
Principia mineralogiae systematicae et practicae (1772)

Nato nella Val di Fiemme da Francesco Antonio, commissario militare, e Claudia Caterina Gramola (1699-1791), pittrice di famiglia patrizia trentina, dopo avere ottenuto la laurea in medicina all'Università di Innsbruck esercitò la professione di medico prima a Cavalese, poi a Trento e quindi a Venezia, dove cominciò a interessarsi di botanica collezionando piante e insetti rinvenuti sulle Alpi. Si sposò con la gentildonna Albina de' Miorini e, alla morte di questa, con Caterina de' Franchenfeldt.
La protezione di Pietro Borsieri, protomedico di Trento e fratello del più noto Giambattista, gli diede la possibilità di accompagnare il principe vescovo Leopoldo Ernesto di Firmian a Graz e poi a Seckau; in seguito divenne protomedico delle miniere a Idria, piccolo borgo della Carniola oggi in Slovenia, dove rimase per sedici anni. Venne quindi chiamato alla cattedra di mineralogia a Schemnitz, allora Ungheria ed oggi Slovacchia.
A Schemnitz nel 1774, dal terzo matrimonio con l'aristocratica Carolina Franzenau nacque il figlio Giovanni Antonio, poi detto Giovanni Scopoli per distinguerlo dal padre, che fu anch'egli medico e che a partire dal 1807 fu più volte prefetto del Regno d'Italia, voluto da Napoleone, e Consigliere di Stato.
Nel 1760, pubblicò la Flora Carniolica, importante opera di micologia.
Nel 1761, Giovanni Antonio Scopoli pubblicò il De Hydroargyro Idriensi Tentamina, che trattava dei sintomi da avvelenamento da mercurio causato dal lavoro in miniera.

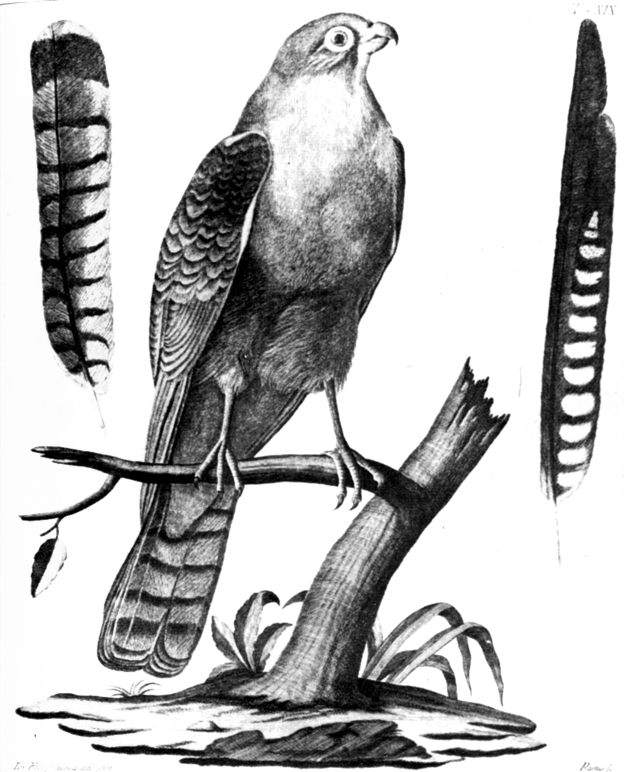
Illustrazione tratta da Deliciae Flora et Fauna Insubricae

Descrisse, minuziosamente, i caratteri macroscopici e caratterizzanti di 187 specie fungine, dividendole in 11 generi, secondo la tassonomia di Linneo. Le specie che portano il suo nome sono una trentina, tra le quali ricordiamo:
- Amanita caesarea
- Clitocybe inversa
- Macrolepiota procera
- Sarcoscypha coccinea.

Un'altra sua opera fu Anni Historico-Naturales (1769-72), che comprende le descrizioni di nuove specie di uccelli, provenienti da varie collezioni.
Dal 1769, Scopoli fu professore di chimica, mineralogia e metallurgia all'Accademia Mineraria di Schemnitz (oggi Banská Štiavnica). In questi anni produsse le sue opere scientifiche più rinomate di botanica e mineralogia.
Nel 1777, si trasferì all'Università di Pavia per ricoprire la cattedra di chimica e botanica, incarico che conservò fino alla morte. Nello stesso anno assunse la direzione dell'Orto botanico, che raggiunse un assetto comparabile a quello dei più famosi orti botanici italiani. La direzione dello Scopoli portò, tra i numerosi vantaggi, una fitta corrispondenza con i più grandi orti botanici europei.
Il suo ultimo lavoro fu Deliciae Florae et Faunae Insubricae (1786-88), che include i nomi scientifici di uccelli e mammiferi descritti da Pierre Sonnerat nei suoi appunti di viaggio.

## Riconoscimenti
- A Scopoli fu dedicato il genere Scopolia della famiglia Solanaceae; la specie più nota è Scopolia carniolica Jacq., ricca in alcaloidi ad attività narcotica.
- Un alcaloide, presente in diverse solanacee e anche in S. carniolica, la Scopolamina, venne così chiamato in suo onore.

## La beffa dellaPhysis
Il nome di Scopoli è legato anche ad una clamorosa beffa di cui fu vittima. Al naturalista fu portato un vaso che conteneva, sotto spirito, ciò che gli fu presentato come un verme intestinale. Scopoli lo esaminò e, non trovando nulla di simile tra i vermi conosciuti, gli diede un nome scientifico (Physis intestinalis) e lo descrisse, facendone fare anche un'illustrazione, in un suo libro, ma si trattava di una truffa e il presunto nuovo verme era in realtà la trachea e l'esofago di una gallina. Lazzaro Spallanzani, che era in pessimi rapporti con Scopoli, scrivendo sotto lo pseudonimo di Francesco Lombardini un libro in cui attaccava il rivale, non mancò di sottolineare questo abbaglio.

## Pubblicazioni
- (LA) Entomologia Carniolica, Wien, Johann Thomas von Trattner (1.), 1763.
- (LA) Principia mineralogiae systematicae et practicae, Praha, Wolfgang Gerle, 1772.
- (LA) Crystallographia Hungarica, Praha, Wolfgang Gerle, 1776.
- (LA) Deliciae florae et faunae insubricae, vol. 1, Pavia, Stamperia del Monastero di S. Salvatore, 1786.
- (LA) Deliciae florae et faunae insubricae, vol. 2, Pavia, Stamperia del Monastero di S. Salvatore, 1786.
- (LA) Deliciae florae et faunae insubricae, vol. 3, Pavia, Stamperia del Monastero di S. Salvatore, 1788.

## Taxa denominati in suo onore
- Amaurobius scopolii Thorell, 1871, specie di ragni (Amaurobiidae)
- Cerambyx scopolii Fuessli, specie di coleotteri (Cerambycidae)
- Senecio scopolii Hoppe & Hornsch., specie di pianta delle (Asteraceae)

| Scop. è l'abbreviazione standard utilizzata per le piante descritte da Giovanni Antonio Scopoli. Consulta l'elenco delle piante assegnate a questo autore dall'IPNI. |

| Scopoli è l'abbreviazione standard utilizzata per le specie animali descritte da Giovanni Antonio Scopoli. Categoria:Taxa classificati da Giovanni Antonio Scopoli |